# Justicia tijucensis
Justicia tijucensis é uma espécie de planta do gênero Justicia e da família Acanthaceae. 

## Taxonomia
A espécie foi descrita em 1988 por Victoria Anne Wassell Graham. 
Os seguintes sinônimos já foram catalogados:  
- Rhytiglossa laeta  Nees
- Ecbolium laetum  (Nees) Kuntze
- Saglorithys laeta  (Nees) Rizzini

## Forma de vida
É uma espécie terrícola, herbácea e subarbustiva. 

## Descrição
| Caule                                                           | Caule |
| --------------------------------------------------------------- | --- |
| forma de crescimento                                            | ascendente                                                                                                   |
| tipo de tricoma e indumento                                     | ausente e glabro                                                                                             |
| característica caulinar diferenciada                            | região nodal (superior) dilatada/região nodal (superior) constrita                                           |
| Folha                                                           | |
| filotaxia                                                       | oposta - decussada                                                                                           |
| pecíolo                                                         | maior ou igual a 4 milímetros de comprimento                                                                 |
| forma da lâmina                                                 | elíptica/lanceolada                                                                                          |
| Inflorescência                                                  | |
| tipo de agrupamento                                             | tirso espiciforme simples ( axilar ou terminal )/tirso espiciforme composto de 1 ordem paniculado (terminal) |
| disposição das flores                                           | címula uniflora (dicasial / bípara) com 2 flor por nó e oposta na raque                                      |
| forma da bráctea fértil                                         | triangular                                                                                                   |
| cor da bráctea fértil                                           | verde |
| Flor                                                            | |
| cálice                                                          | 5 - lobado com lobo subiguais                                                                                |
| tipo de tricoma no cálice                                       | glanduloso/simples curto                                                                                     |
| tipo de corola                                                  | lábio inferior côncavo ( falso personada )                                                                   |
| comprimento do tubo da corola (porção não expandida)            | menor ou igual ao tamanho total do cálice ( geralmente 1 / 4 do comprimento da corola )                      |
| forma do lábio superior da corola                               | lanceolado - deltoide                                                                                        |
| cor dos lobo lateral do lábio inferior da corola (internamente) | branco/creme                                                                                                 |
| cor do palato (internamente)                                    | branco/creme/lilás                                                                                           |
| posição das teca quanto ao conectivo                            | subigual |
| teca                                                            | 2 fértil com a superior mútica e a inferior apendiculada                                                     |
| Fruto                                                           | |
| cápsula (forma)                                                 | panduriforme                                                                                                 |

## Conservação
A espécie faz parte da Lista Vermelha das espécies ameaçadas do estado do Espírito Santo, no sudeste do Brasil. A lista foi publicada em 13 de junho de 2005 por intermédio do decreto estadual nº 1.499-R. 

## Distribuição
A espécie é encontrada nos estados brasileiros de Espírito Santo e Rio de Janeiro. 
Em termos ecológicos, é encontrada no domínio fitogeográfico de Mata Atlântica, em regiões com vegetação de floresta ombrófila pluvial.